# Bisschopsberg
De Bisschopsberg is een heuvel in Drenthe, tussen Havelterberg en Darp, in de gemeente Westerveld. In de Middeleeuwen was het de plaats waar de boeren van Drenthe hun tienden moesten overdragen aan de (vertegenwoordiger) van de bisschop van Utrecht.
In 1232 besloot de bisschop de inning van belastingen te staken. Dit zou hem zijn ingegeven door het verslag dat in dat jaar werd opgetekend van de Slag bij Ane (1227). Dit verslag staat bekend als Narracio.
De Bisschopsberg is met zijn 17 m boven NAP niet het hoogste natuurlijke punt van Drenthe, dat is de Leewal met 28,3 m boven NAP bij Exloo.

## Ontstaanswijze
De Bisschopsberg is onderdeel van het boogvormige stuwwalcomplex van Steenwijk, waarop ook de Havelterberg en de Woldberg zijn gelegen. De hoogste toppen van de stuwwallenboog zijn de Bisschopsberg en de Havelterberg.
Dit stuwwalcomplex is ontstaan tijdens de voorlaatste ijstijd, het Saalien. In het Saalien zijn verschillende fasen van vergletsjering te onderscheiden, waarin een reeks van stuwwallen gevormd. Bij een vroege vergletsjeringsfase reikte het ijs tot de lijn Texel-Gaasterland-Steenwijk-Coevorden. Hierbij werden langs de ijsrand lokaal dikke pakketten grondmorene afgezet. Het materiaal van de grondmorenes, de keileem, bestaat uit een mengsel van leem, zand en grind, ook komen zwerfkeien voor. Later rukte het ijs verder naar het zuiden op en werd de grondmorenes uit de vorige vergletsjeringsfase opgestuwd tot stuwwallen. Deze stuwwallen werden vervolgens door het oprukkende ijs overreden en omgevormd tot drumlinachtige structuren. In de laatste ijstijd (Weichselien) zijn deze afzettingen plaatselijk bedekt met een laag dekzand.
Bij de Bisschopsberg dagzomen de proglaciale afzettingen veelal in de hellingen, de top bestaan uit keileem. Vaak komt in de ondergrond keileem voor waarop het grondwater kan stagneren. Het gehele complex van stuwwallen, glaciale ruggen en bekkens rond Steenwijk is zeer gaaf en daarmee van bijzondere aardkundige waarde.